# Desinić

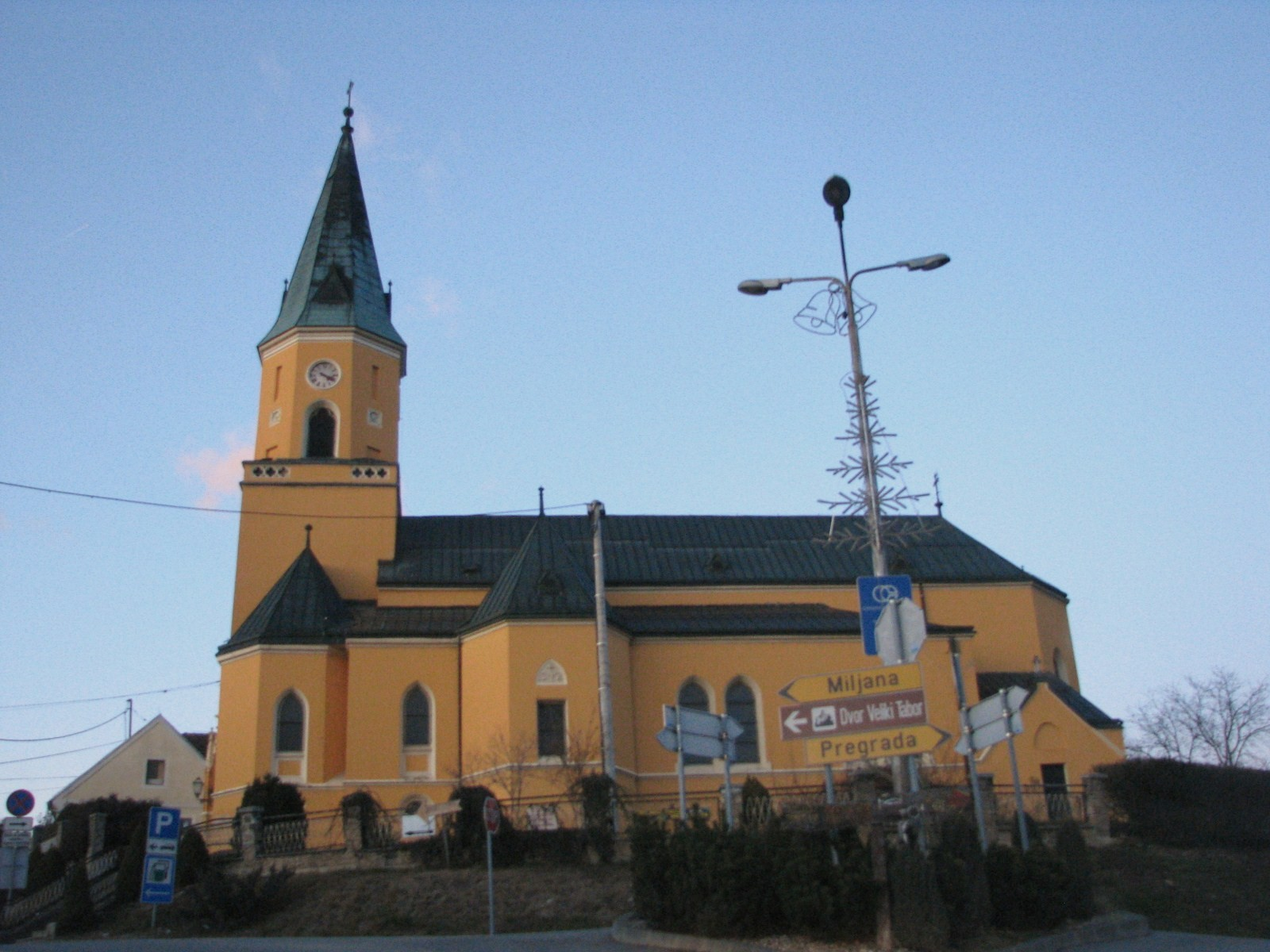
Kyrkan i Desinić

Kommunen i Kroatien.

Desinić är en ort och en kommun i Krapina-Zagorjes län i norra Kroatien. Vid befolkningsräkningen år 2001 hade kommunen 3 478 invånare varav 98,1 % var kroater.
I kommunen ligger borgen Veliki Tabor.